# 常盤座
常盤座（ときわざ、1887年10月1日 開業 - 1984年 休館 / 1991年 閉鎖）は、かつて存在した日本の劇場、映画館である。東京・浅草公園六区初の劇場で、当時流行の道化踊の興行のために、根岸浜吉の根岸興行部が常磐座（読み同）として開業した。「浅草オペラ」発祥の劇場でもある。のちに常盤座、トキワ座と改称した。

## 略歴・概要

### 六区初の劇場
1884年（明治17年）に区画を街区整備して成立した「浅草公園六区」に、東京市（現在の東京都中心部）中に流行する「道化踊」の興行場を建てるべく、1887年（明治20年）5月、根岸浜吉が警視庁に申請、同年6月に許可が下り、10月1日に浅草区公園六区（現在の台東区浅草1丁目26番）に建設・開場したのが、「常磐座」である。同時に浜吉は、根岸興行部を設立した。当初のネーミングは浜吉の出身地である常磐に由来した。
浜吉は、歌舞伎、新派劇、連鎖劇等を「常磐座」で興行し、そして映画を上映した。当時の常磐座での新派劇には、のちの映画監督松本英一がいた。
映画は1910年（明治43年）7月に設立された福宝堂が配給、1911年（明治43年）からは福宝堂製作の日本映画を上映した。1912年（明治45年）に浜吉が死去、浜吉の女婿・小泉丑治が根岸興行部を継ぎ、「常盤座」と改称して、劇場経営を行なった。同年（大正元年）9月10日、福宝堂が日活に統合され、日活作品が配給されることになったが、なかなか安定して作品が供給されなかった。小泉は福宝堂の営業部長で当時日活本社営業部勤務だった小林喜三郎に苦情を入れ日活を退社し、同年12月には「常盤座」に作品を供給する会社として「常盤商会」を設立、「常盤商会日暮里撮影所」を設置した。同社が量産するサイレント映画を「常盤座」は上映したが、日活が差し止めて、翌1913年（大正2年）早々には、日活作品に切り替わった。

### 浅草オペラ発祥と笑の王国
1916年（大正5年）1月、常盤座は、1911年（明治44年）10月1日開業の「金龍館」、1913年（大正2年）開業の洋画の封切館「東京倶楽部」の2館とともに、「3館共通入場券」（2階20銭、1階10銭）を導入した。いずれも根岸興行部の経営する劇場である。
同年5月、帝国劇場洋劇部が解散し、同年9月に高木徳子が伊庭孝らと結成した「歌舞劇協会」の浅草での公演を引き受けたのがこの「常盤座」で、1917年（大正6年）1月22日、オペラ『女軍出征』を上演、大ヒットする。これが「浅草オペラ」のはじまりとされる。その後は、主に「金龍館」が「浅草オペラ」の舞台になり、根岸興行部は、1920年（大正9年）9月3日、金龍館に「根岸大歌劇団」を設立する。
1923年（大正12年）9月1日の関東大震災で常盤座、および根岸興行部は大打撃を受け、根岸興行部は一切を失い、松竹傘下に入った。1924年（大正13年）3月には「根岸大歌劇団」は解散、松竹の経営下で常盤座は、金龍館、東京倶楽部とともに復興した。常盤座は、帝国キネマ演芸の封切館、金龍館は軽演劇の実演興行、東京倶楽部は洋画の二番館（旧作興行）となった。1930年（昭和5年）2月には鈴木重吉監督作『何が彼女をさうさせたか』が常盤座で上映され大ヒットを記録している。

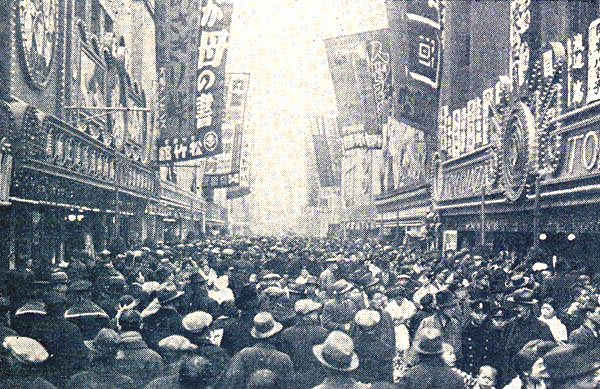
1937年1月 右手前が常盤座、「笑の王國」の幟が見える

1933年（昭和8年）4月1日、古川緑波（古川ロッパ）、徳川夢声らが常盤座で、軽演劇の劇団「笑の王国」の旗揚げ公演を行なった。以来、1943年（昭和18年）6月の同劇団解散まで、常盤座を根城にした。同年5月、松竹がパラマウント・ピクチャーズと設立・運営していた松竹パ社興行社がパラマウントが撤退、同年6月からSYコンパニー（松竹洋画興行部）が発足、常盤座は新宿昭和館とともにこの系列に加えられた。

### 浅草ストリップのはじまり
- 1945年（昭和20年）8月15日 - 第二次世界大戦が終結、日本が復興に向うとともに、常盤座も復興に向かった。
- 1948年（昭和23年）3月 - ヘレン滝が、日本で初めて踊りを取り入れたストリップショーを実演[5]。浅草六区のストリップ興行の嚆矢となった。
- 1965年（昭和40年） - 松竹は常盤座の経営を劇場子会社の中映に移管し、同劇場を「トキワ座」に改称した。
- 1984年（昭和59年） - 休館となった。閉鎖された正面入口には、自動販売機が立ち並んだ。

### 復活から閉館まで
創業100年を迎えた1987年（昭和62年）、「おかみさん会」の世話で、演劇や音楽ライヴ等の会場として同劇場は復活。平成改元後の1989年（平成元年）にはアインシュテュルツェンデ・ノイバウテンの来日公演、同年2月19日にはBO GUMBOSの公演が行なわれた。また同年6月3日 - 6日には関根勤主宰の「カンコンキンシアター」の旗揚げ公演とされる『カンコンキンのびっくり箱』が行われている。
1991年（平成3年）2月6日 - 7日にはラモーンズの来日公演（倒産したMZA有明の代替公演として）が開催。また同年5月17日には少年ナイフ、9月7日にはThe ピーズのライヴが行われており、その模様は「SPACE SHOWER ARCHIVE 少年ナイフ LIVE 9105」（少年ナイフ）「Live Video 常盤座」（Theピーズ）で見ることができる。
俳優の石坂浩二が主宰する劇団「劇団急旋回」は、1989年 - 1991年の間、『ユノーの休日』（1989年）、『アリン・カングリ』（1989年）、『ドンナ・ドッチ綺譚』（1990年）、『SAH・LA・VA〜然らば〜』（1991年）と毎年、常盤座で公演を打った。
しかし隣接した東京クラブ・金龍館と共に建物の老朽化が進んだことから、再開発のために1991年9月21日から30日まで上演された、関敬六劇団第22回公演『浅草の詩』をもって完全閉館となり、104年の歴史に終止符を打った。これに先駆け、同年8月1日19:30 - 20:45（JST）にはNHK総合テレビで特別番組『さよなら常盤座 浅草芸能グラフィティー』が放送され、渥美清がナレーションを担当した。やがて跡地はROX3となり現在に至る。

## 他地域の常盤座
芝居小屋
- 常盤座 （岐阜県中津川市、1891年 - 現存） - 地芝居の芝居小屋

映画館
- 常磐座 （児玉郡本庄町七軒町、現在の本庄市駅南1丁目、大正）
- 常盤座[8] （大阪市南区千日前、現在の同市中央区千日前2丁目8-4、明治 - 2001年 解体） - 現在グランデビル
- 常盤座 （紀伊郡伏見町字上風呂屋町、現在の京都市伏見区風呂屋町、大正）